# أيام الشتات (رواية)
أيام الشتات هي رواية صدرت في عام 2008م للمؤلف المصري كمال رُحيم، وتُرجم إلى الإنجليزية عام 2012.
تشكل الرواية الجزء الثاني من ثلاثية جلال التي تتناول حياة جلال، وهو رجل مصري من أب مسلم وأم يهودية. دفعت فترة الستينيات العصيبة جلال وعائلته إلى المنفى في باريس، حيث عانى العديد من المصاعب.
ترجم الرواية إلى اللغة الإنجليزية سارة عناني، ونشرته دار النشر بالجامعة الأمريكية بالقاهرة.
حصل كمال رُحيم على جائزة الدولة التشجيعية عن هذه الرواية عام 2009م.